# 浪漫少年
「浪漫少年」（ろまんしょうねん）は、SunSet Swish（現：Swish!）の配信限定シングル。

## 概要
前作「あすなろ」から約5ヶ月ぶりのシングル。SunSet Swishでは初の配信限定シングルであり、2009年唯一のシングルとなった。

## 収録曲
1. 浪漫少年 [5:09]
（作詞：SunSet Swish　作曲：石田順三　編曲：松浦晃久・SunSet Swish）
フジテレビ系列『グータンヌーボ』2009年4月-5月期エンディングテーマ。